# أم دومة
قرية أم دومة هي إحدى القرى التابعة لمركز طما بمحافظة سوهاج في جمهورية مصر العربية. حسب إحصاءات سنة 2006، بلغ إجمالي السكان في أم دومة 14073 نسمة، منهم 7534 رجل و6539 امرأة.